# Charaxes overlaeti
Charaxes overlaeti is een vlinder uit de familie van de Nymphalidae. De wetenschappelijke naam van de soort is voor het eerst geldig gepubliceerd in 1934 door Schouteden.